# Pietraperzia
Pietraperzia (/pjɛtraperˈʦia/; Pitra in gallosiculo, Petrapirzìa in siciliano) è un comune italiano di 6 198 abitanti del libero consorzio comunale di Enna in Sicilia.

## Origini del nome
Il toponimo Pietraperzìa, pronunciato con l'accento sulla vocale i, deriva forse dal francese pierre percée, «pietra forata». Il francese è giunto in Sicilia con la conquista normanna dell'isola nell'XI secolo.

## Storia
Originariamente, Pietraperzia venne abitata dai sicani che da lì controllavano tutta la vallata prospiciente dell'Himera meridionale, oggi fiume Salso. La località, trovandosi su un'altura e affacciandosi verso Sabucina e verso Capodarso, risultava difendibile e strategica sotto molti aspetti. Successivamente, con l'arrivo dei Siculi, verso fine del II millennio a.C., i Sicani dovettero abbandonare Pietraperzia e trasferirsi al di là del fiume Himera meridionale. I Siculi, arrivati intorno al XII-XI sec. a.C. erano giunti in Sicilia dal centro Italia, attraverso la Bruzia ed erano più progrediti e meglio organizzati rispetto ai Sicani. Avevano un passato epico e glorioso fatto di mare, agricoltura, guerre e città che loro stessi fondavano ovunque si spostavano. I Siculi sapevano coltivare il grano ed erano devoti al culto di Demetra, dea delle messi.
Secondo alcuni, Pietraperzia potrebbe essere coincidente con l'antica Petra, citata da Cicerone nelle Verrine e deve ai Romani il suo nome. Per sua storia e la sua evoluzione furono importanti e significativi i Normanni, guidati dalla nobile famiglia Barresi. Abbo Barresi, il capostipite della famiglia Barresi, edificò il Castello Normanno di Pietraperzia.
Lo scultore Antonello Gagini  realizzò nel 1523 per la famiglia Barresi i sarcofagi marmorei custoditi nella navata sinistra della chiesa di Santa Maria Maggiore di Pietraperzia e nel 1527 alcuni preziosi manufatti marmorei per il Castello, oggi in via di degrado.
Il 1º gennaio 1894, durante i moti dei fasci siciliani, una folla, formata dagli strati più poveri della popolazione, si diresse dalla chiesa verso l'attuale piazza Vittorio Emanuele per protestare contro l'alta tassazione imposta dall'amministrazione comunale. Nella piazza il corteo fu fermato da un plotone di militari. Dopoché gli ufficiali invitarono i manifestanti a sciogliersi, i soldati vennero fatti oggetto di una sassaiola. A quel punto i militari risposero aprendo il fuoco contro la folla uccidendo 9 persone e ferendone una quindicina. I soldati, temendo il linciaggio, si rifugiarono nel retrostante convento di Santa Maria, dopodiché abbandonarono il paese alla furia della folla che assaltò e bruciò l'ufficio del telegrafo, l'ufficio del registro e al municipio, la pretura, i casotti daziari agli ingressi del paese e i due casini dei “galantuomini”.

## Monumenti e luoghi di interesse
Palazzo del MunicipioEx convento dei Domenicani (1520), lo stabile, la cui architettura è di composizione gotica, dopo l’espropriazione da parte del governo, fu ristrutturato e ceduto in affitto al “Circolo dei Galantuomini”, un’associazione della borghesia locale sorta dopo il 1870 con lo scopo di garantire i privilegi borghesi dalle rivendicazioni dei contadini e degli artigiani. Divenuto simbolo della borghesia imperante, durante la rivolta dei fasci siciliani (1890), l’edificio venne dato alle fiamme e tutti gli arredi andarono perduti. Ristrutturato nuovamente, oggi l’ex convento dei Domenicani è adibito ad ufficio Anagrafe del municipi.
Teatro comunale Regina MargheritaSi trova in piazza Vittorio Emanuele e presenta una bella e armoniosa facciata stile risorgimentale, la cui costruzione venne avviata nel 1927. Le sculture dei mensoloni, dei portali e dei mascheroni furono eseguite dallo scultore Matteo Di Natale.  Il teatro, durante, l’ultima guerra, a causa dei bombardamenti subì gravissimi danni. Nel 1946 venne riadattato a sala cinematografica.

### Architetture religiose

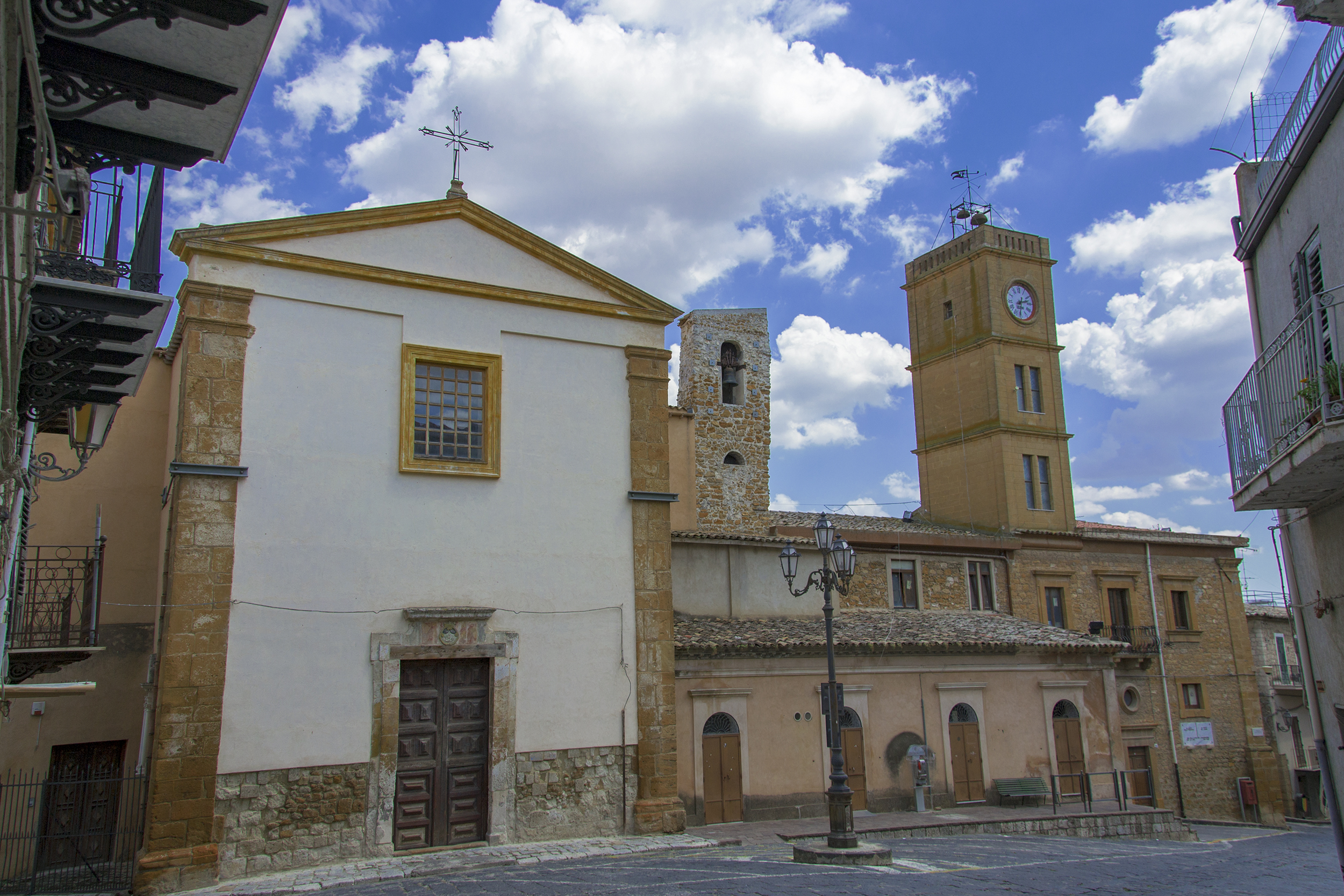
Chiesa di San Domenico del Rosario (a sinistra) e Palazzo del Municipio (a destra)

Chiesa madre di Santa Maria MaggioreA croce latina, risalente al XVI secolo. La chiesa venne edificata nella seconda metà del 1500 ma non fu mai definitivamente completata. Cinquecentesca, sorge sull'area dove sorgeva una chiesa normanna che Matteo Barresi, marchese di Pietraperzia, fece abbattere nel 1530, per costruirne un'altra che incorporò alla precedente. La costruzione non fu mai finita. La chiesa è a croce latina non sporgente e le sue tre navate sono a botte, con archi a pieno centro poggianti su pilastri con cappelle laterali. Il soffitto è a botte, arricchito di cassettoni in stucco con rosoni e fogliami. L'interno è molto curato nelle decorazioni parietali e vi è un imponente colonnato. Nella navata di sinistra c’è un sarcofago in marmo, di forma ovale posto sul dorso di leoni, che racchiude le spoglie mortali di Dorotea Barresi. Tra la porta centrale e quelle laterali sono situati altri due sarcofaghi: uno con le spoglie di Pietro Barresi, l'altro le spoglie della moglie Laura. Nella sacrestia si possono ammirare alcuni resti architettonici della precedente parrocchia, di stile romanico del XII sec.. Sotto la Matrice nella parte destra vi è la Caterva, che in origine era la cripta della vecchia parrocchia risalente al periodo greco-bizantino. Vi si ammira un prezioso crocifisso di stile greco, in oro zecchino.

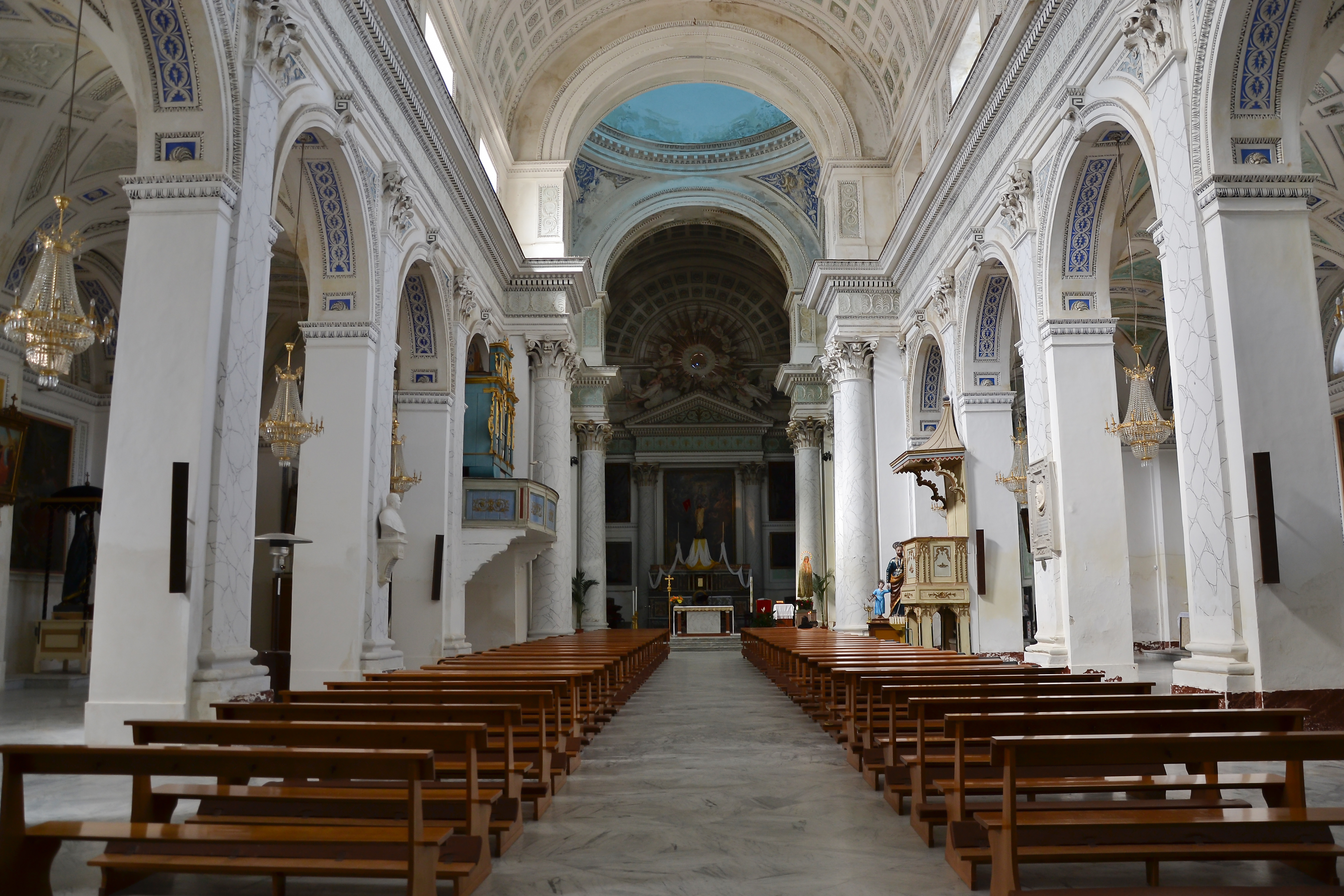
La navata centrale della chiesa madre di Santa Maria Maggiore

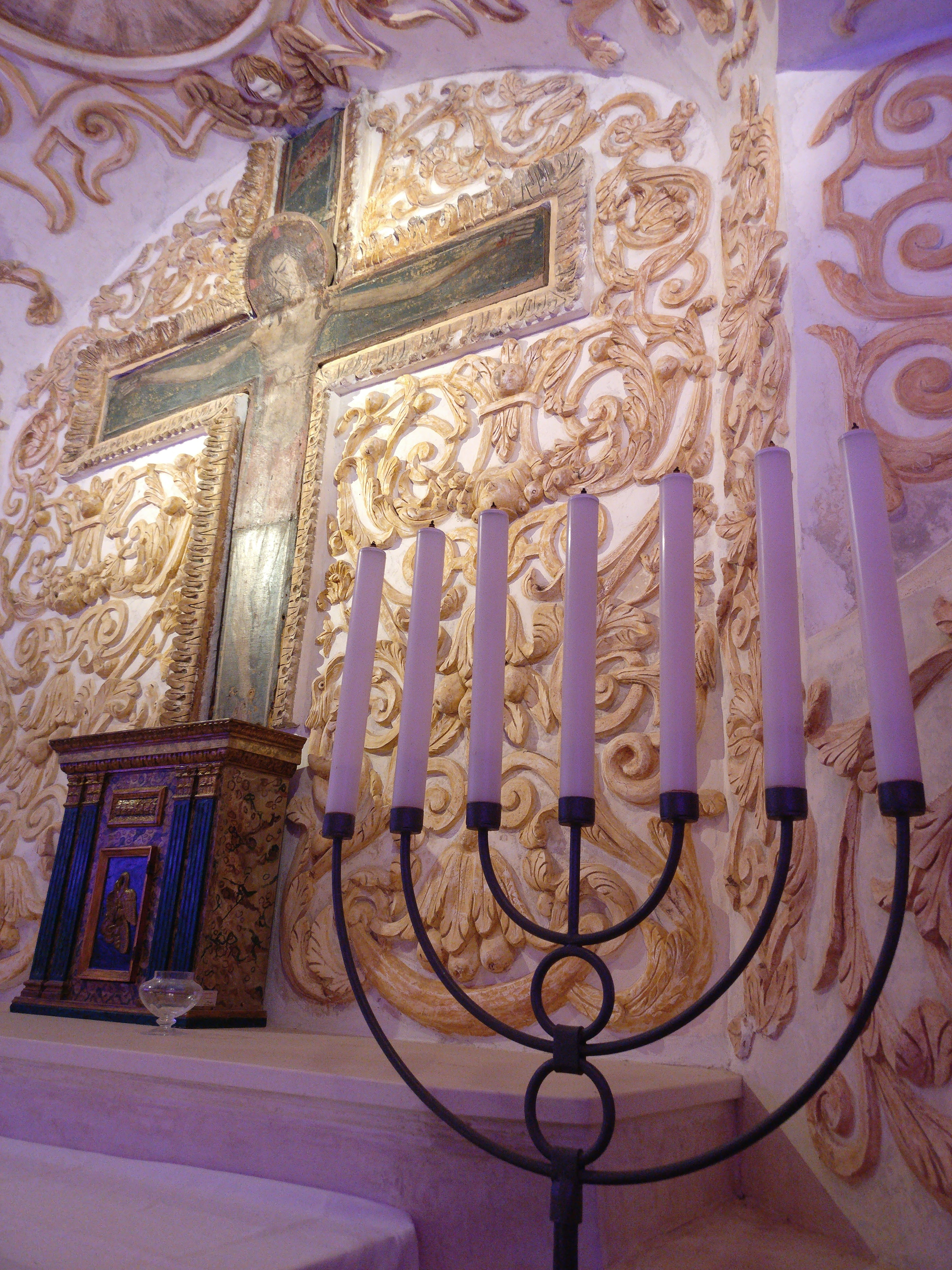
La cripta della chiesa madre di Santa Maria Maggiore

Chiesa della Caterva o CatevaSi possono notare alcuni muri dell’antica chiesa cinquecentesca che formavano la parte absidale. La chiesa trecentesca era stata fatta abbattere dal marchese don Matteo Barrese, verso il 1500 per costruirvi sulla stessa area una nuova chiesa, resasi anche questa pericolante nel 1799 venne abbattuta e costruita la presente. Purtroppo della chiesa trecentesca non si è salvato nulla. L’attuale chiesa, dovette essere la cripta della chiesa cinquecentesca, e le due torri esterne erano le torri campanarie e dell’orologio che fu fatto abbattere nel 1899. All’interno della chiesa si possono ammirare sulla volta gli stucchi dorati dell’antica chiesa. Originariamente questa cripta era chiamata delle “anime sante” e si venera ancora un crocifisso di stile bizantino. La chiesa è aperta nel mese di maggio. Il 7 febbraio 1992, il crocifisso venne rubato, ed abbandonato vicino ad un cassonetto dei rifiuti nel quartiere Terruccia, dove il parroco don Viola lo recuperò.
Chiesa di San Domenico e del RosarioA croce greca, risalente al XV secolo. La chiesa, edificata tra 1400 e il 1500 per volere della famiglia Barresi, venne dapprima dedicata alla Madonna Annunziata e, successivamente, dopo essere stata affidata ai padri domenicani, venne dedicata alla Madonna del Rosario. Di notevole interesse architettonico-monumentale sono la struttura e gli interni che presentano un altare centrale e due altari nei rami laterali più la volta ad arco. La chiesa è tra le più antiche del paese poiché anteriore al ‘500. Nel 1521 Matteo Barresi vi fece costruire accanto, il Convento di San Domenico, che, dopo il 1866 divenne il Municipio della città. Ai Padri Domenicani si deve la commissione della statua della Madonna del Rosario, ora custodita nella chiesa della Madonna delle Grazie. Al suo interno è sepolta la nobildonna Leandra Sant’Angelo.
Chiesa e convento del CarmineLa chiesa mariana annessa al convento, anticamente era chiamata del Soccorso e apparteneva ai carmelitani che vennero ad abitare il convento e vi rimasero fino all’anno 1667. Sull'altare della chiesa è posto un grande quadro raffigurante la Madonna del Soccorso. L’altare è dedicato alla Vergine. La chiesa, che a Pietraperzia è intitolata al Santo Carmine, un tempo era dedicata alla Madonna del Soccorso e ha origini molto antiche. Il nome è stato imposto dal popolo pietrino perché fu affidata ai Carmelitani e perché ogni mercoledì della settimana vi si celebrava un culto speciale dedicato alla Madonna del Carmelo. In questa chiesa si conservano una statua di Maria SS. del Soccorso, in legno, una di S. Biagio, pure in legno, opera d’artigianato locale, tre pale: la Madonna del Soccorso secolo XVI, S. Biagio, S. Rocco, S. Agostino e l’Incoronazione della Vergine e S. Liborio, oltre a un prezioso crocifisso ligneo del 1300. Le tele sono tutte d’autore ignoto del 1700. La chiesa a Pietraperzia oggi è nota perché vi si conserva il crocefisso portato in processione il Venerdì Santo.
Chiesa di Santa Maria di GesùLa chiesa esisteva in dimensioni ridotte rispetto alle attuali, molto prima della venuta dei Minori nel 1635 con il titolo di Santa Maria dell'Itria. I frati minori la ampliarono intitolandola a Santa Maria del Gesù. Si conserva ancora l'antichissima immagine dipinta sulla lavagna in ardesia attualmente custodita in sacrestia. I frati Minori, stabilitisi a Pietraperzia ampliarono la chiesa affidando i lavori al muri-fabbro locale Luca Valera che la edificò nella forma attuale a una navata con volta a botte. Da allora la chiesa assunse il nome di S. Maria del Gesù probabilmente per il fatto che la stessa era annessa al Convento francescano di S. Maria del Gesù. Oggi è anche sede della confraternita del Preziosissimo Sangue e dell'antica e suggestiva celebrazione di l'Ancuntru che si svolge a mezzogiorno nel giorno di Pasqua al centro della Piazza principale del paese, dopo quell'esitazione che porta i due personaggi ad andare uno incontro all'altro ed indietreggiare per tre volte.

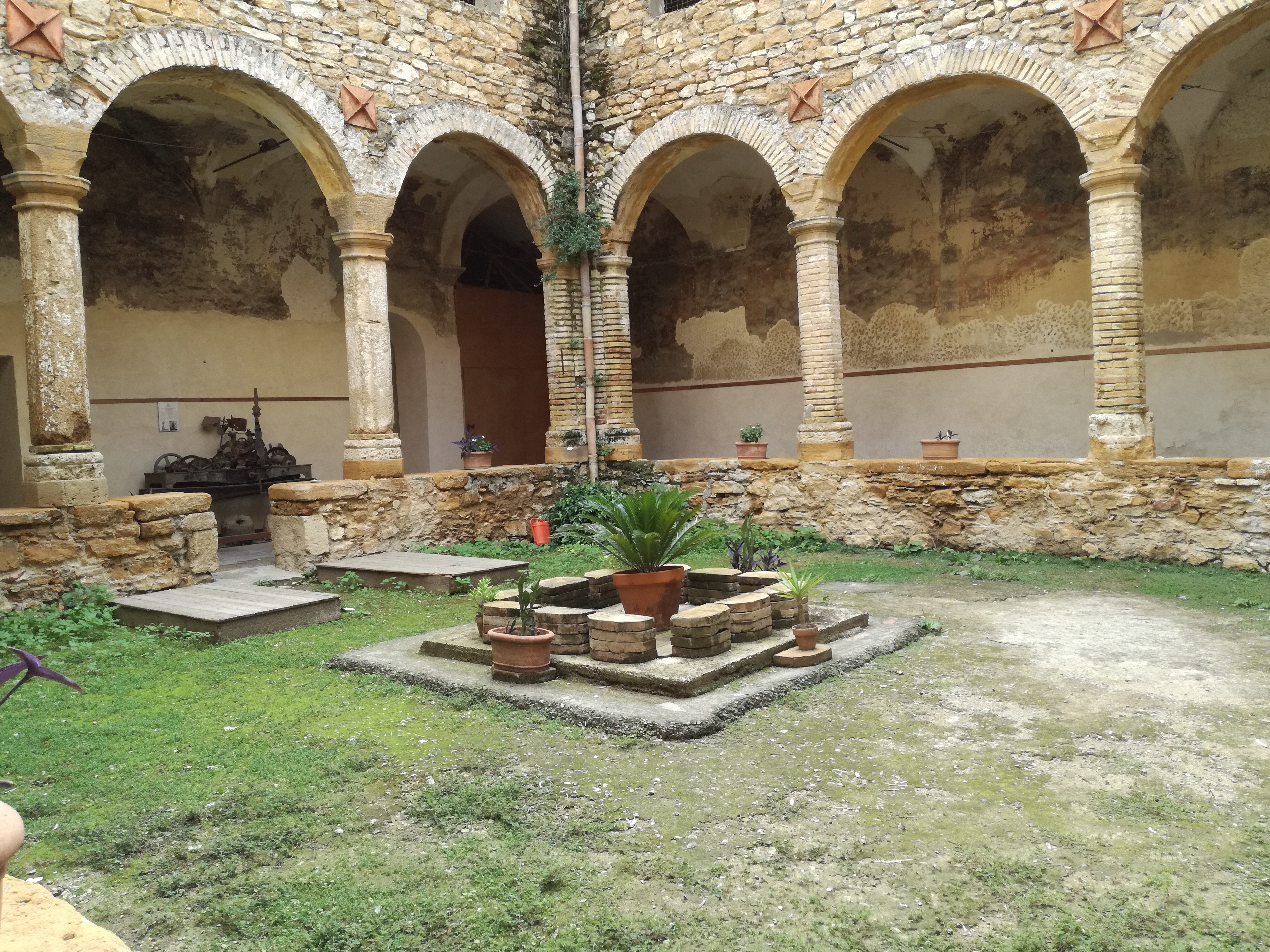
Il chiostro della Chiesa Santa Maria di Gesù

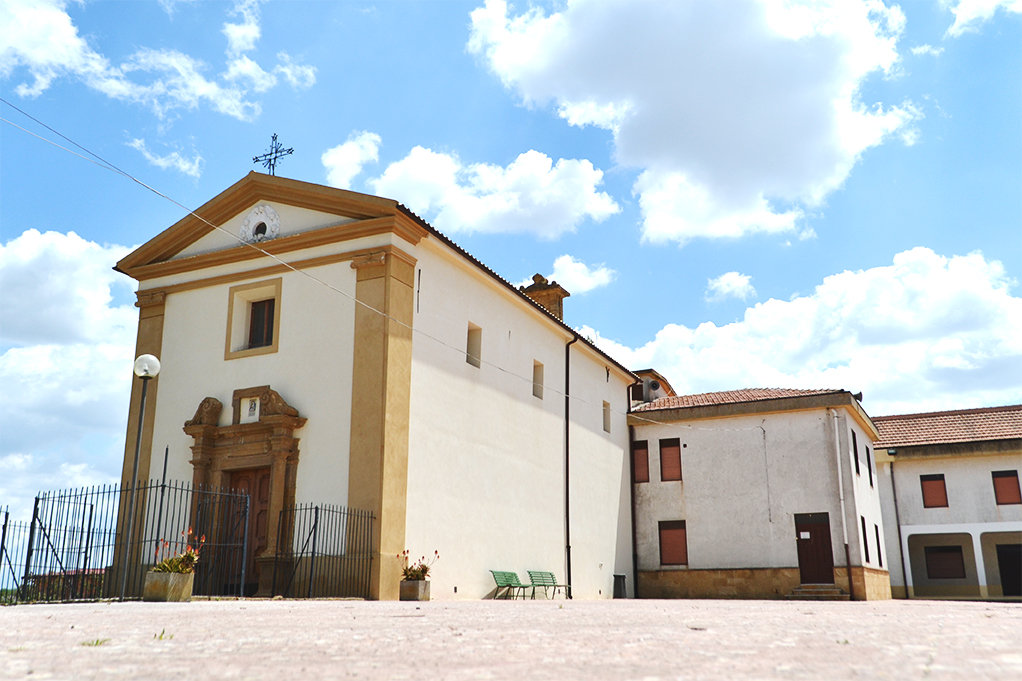
Santuario Maria SS. della Cava

Santuario della Madonna della CavaMolto sentita è la devozione dei pietrini nei confronti della Madonna della Cava, ubicata poco distante nell'omonima contrada di campagna. Si racconta che la contrada Cava prese nome dal leggendario ritrovamento in una cava dell’immagine della Madonna (dipinta su una lastra di pietra arenaria), da parte di un muto trapanese, prima del 1223. Nell’istante del ritrovamento il muto riacquistò la parola lodando ad alta voce Maria. In questa circostanza s’invitano parenti, amici e conoscenti perché vadano ad onorare la Madonna. Il sabato mattina, con la presenza di una delle bande musicali della città, ci si avvia in processione verso il santuario rurale, ponendo alla testa della processione il palio della Madonna. Giunti al santuario, si celebra una solenne liturgia eucaristica. La manifestazione di fede si conclude con una processione per alcune vie dell’abitato.
Chiesa di San RoccoLa chiesa fu dedicata a San Rocco dopo il 1624 quando in preda alla carestia e alla peste la popolazione si rivolse al santo ricevendone la grazia. San Rocco in quell’occasione fu proclamato patrone di Pietraperzia, al posto di San Nicolò di Bari. All’interno è possibile ammirare una tela dell’Immacolata con San Rocco, e San Sebastiano, d’autore ignoto; alcune statue lignee, come quella di San Rocco, dell’Immacolata, San Sebastiano ed un crocifisso.

### Architetture civili

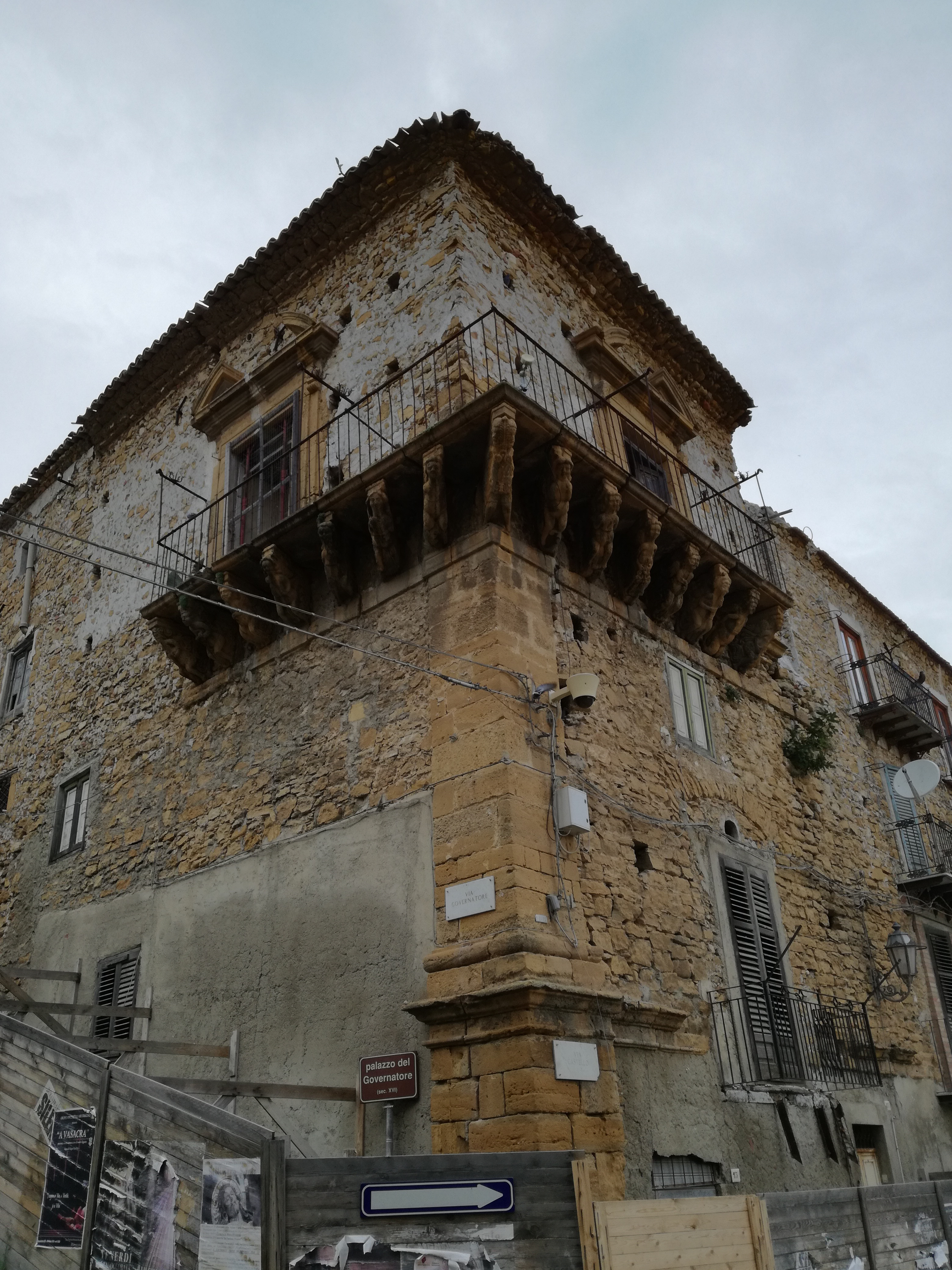
Palazzo del Governatore

Palazzo del GovernatoreQuesto monumentale palazzo stile rinascimentale sorge in piazza del Carmine e vi si possono ammirare una grandissima balconata d’angolo sorretta da mensoloni in pietra arenaria come i portali, con sculture antropomorfe e fogliami. Non se ne conosce la data d’erezione e tanto meno l’architetto, ma è dato pensare essere opera di maestranze locali. Al Palazzo del Governatore, nome con cui è conosciuto il monumentale edificio, si accede dal lato ovest. L’androne era formato con colonne; che ancora si ammirano nelle pareti. La scala, che porta sopra, è molto bella, e nella seconda rampa s’apre ad un cortiletto a destra da cui prende luce, tramite graziose colonnine. Il portale d’ingresso è quattrocentesco. Gli stipiti, l’architrave e la soglia, in pietra scura, danno un aspetto severo e di bell’effetto architettonico. L’anticamera, come le molte altre stanze, sono pavimentate in cotto smaltato, forse della stessa epoca. In questo palazzo sedevano il Capitano di Giustizia, il Governatore ed altri notabili, per curare gli interessi del popolo e del principe. Uscendo dal Palazzo del Governatore, sulla destra si può ancora ammirare l’avanzo di un arco; fa pensare che fosse la porta di recinzione delle mura medievali del castello.
Palazzo della Principessa DeliellaProgettato dall’architetto Ernesto Basile, oggi sede della Cassa Rurale ed Artigiana fondata nel 1908. Questo edificio in pietra arenaria rossa e uno dei più belli palazzi di Pietraperzia. Lo stile è neoclassico, a differenza di quelli disegnati in stile liberty dal Basile, ha bei balconi, sorretti da massicci mensoloni ornati, così come le finestre, da graziosi timpani che ben s’armonizzano con tutta la facciata.

### Architetture militari
Castello Barresi - BranciforteSono ammirabili i ruderi del castello Barresio che sorge sulla parte più alta e panoramica di Pietraperzia. Il castello di epoca medievale, venne costruito su una rupe calcarea del Terziario antico (50-60 milioni di anni fa), collocato a metri 549 sul livello del mare. La rocca su cui sorge il castello fece parte fin dall'età del Bronzo di una fascia di fortificazioni di cui si conoscono quelle di Capodarso, Sabucina Gibil Gabib, situate sulla sponda sinistra del Halicos (Salso). Nel caso di Pietraperzia si può dire con certezza assoluta, grazie ai ritrovamenti archeologici venuti alla luce nei pressi del castello, che le prime fortificazioni risalgono al periodo siculo. Da alcuni documenti s'è potuto rivelare che il perimetro del castello originariamente racchiudeva un'area di circa 20 000 m². Le mura avevano uno sviluppo di metri 1 130 ed erano alte in alcuni punti, oltre 4 metri. Lungo di essi si elevavano diverse torri e bastioni di cui non è rimasta traccia, ad eccezione dei resti della Corona del Re, della Torre Quadrangolare dell'ingresso (andata distrutta per far posto al serbatoio dell'acqua potabile nel 1938). Si dice che "la lunghezza del castello era di palmi 452 (m. 120), l'altezza era di palmi 122 (m. 29,56) senza contarvi lo spessore delle mura". Ballari dice che l'area del castello era di m² 12,600, cosa in verità assai più verosimile alla realtà. Una leggenda vuole che le stanze del castello fossero 365, quanti sono i giorni dell'anno; elevato su quattro piani, quante le stagiono dell'anno e dodici torri tanti quanti sono i mesi. Il castello fu largamente usato per scopi bellici, soprattutto nelle lunghe e sanguinose lotte tra Angioini ed Aragonesi.

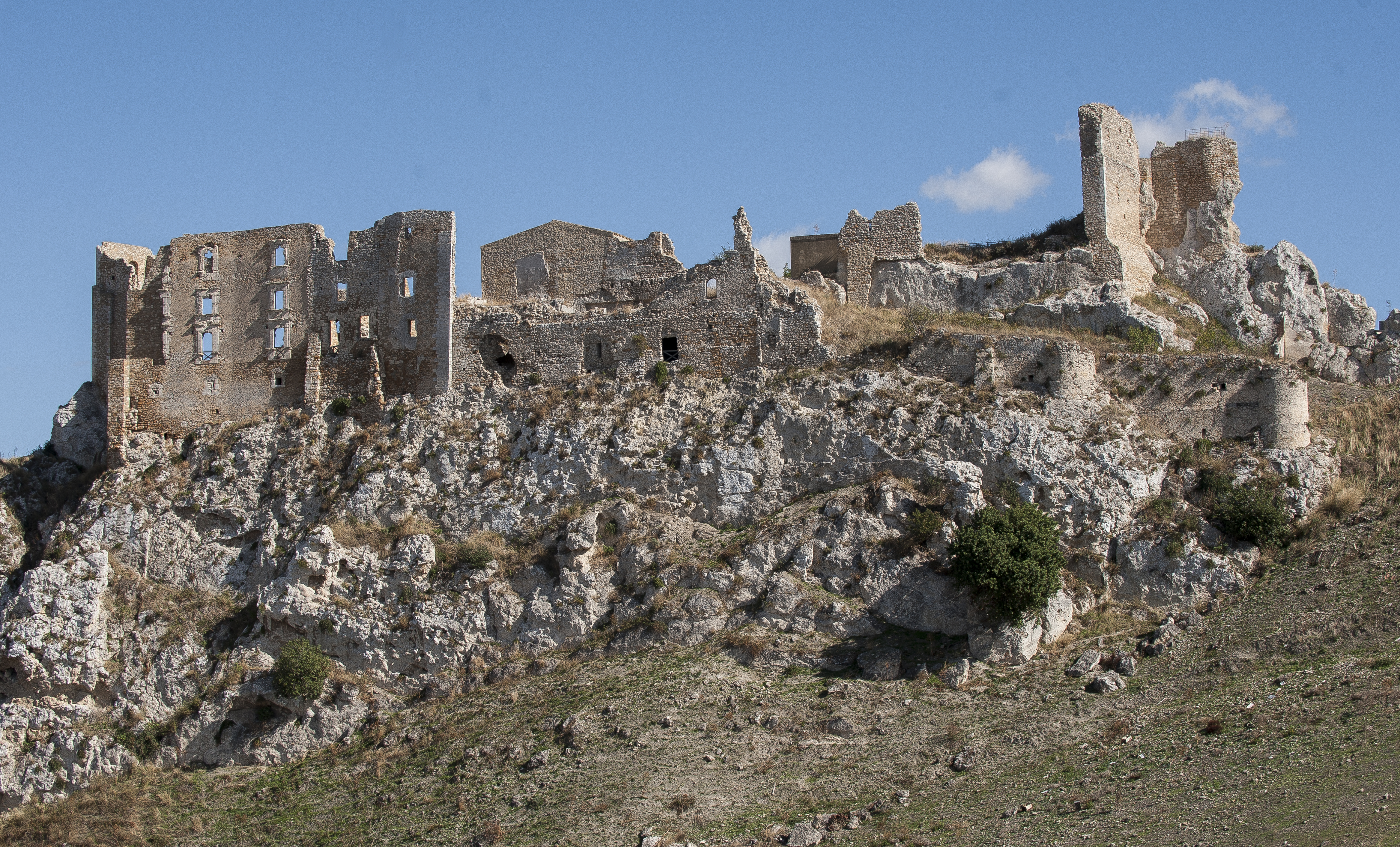
Il Castello Barresi

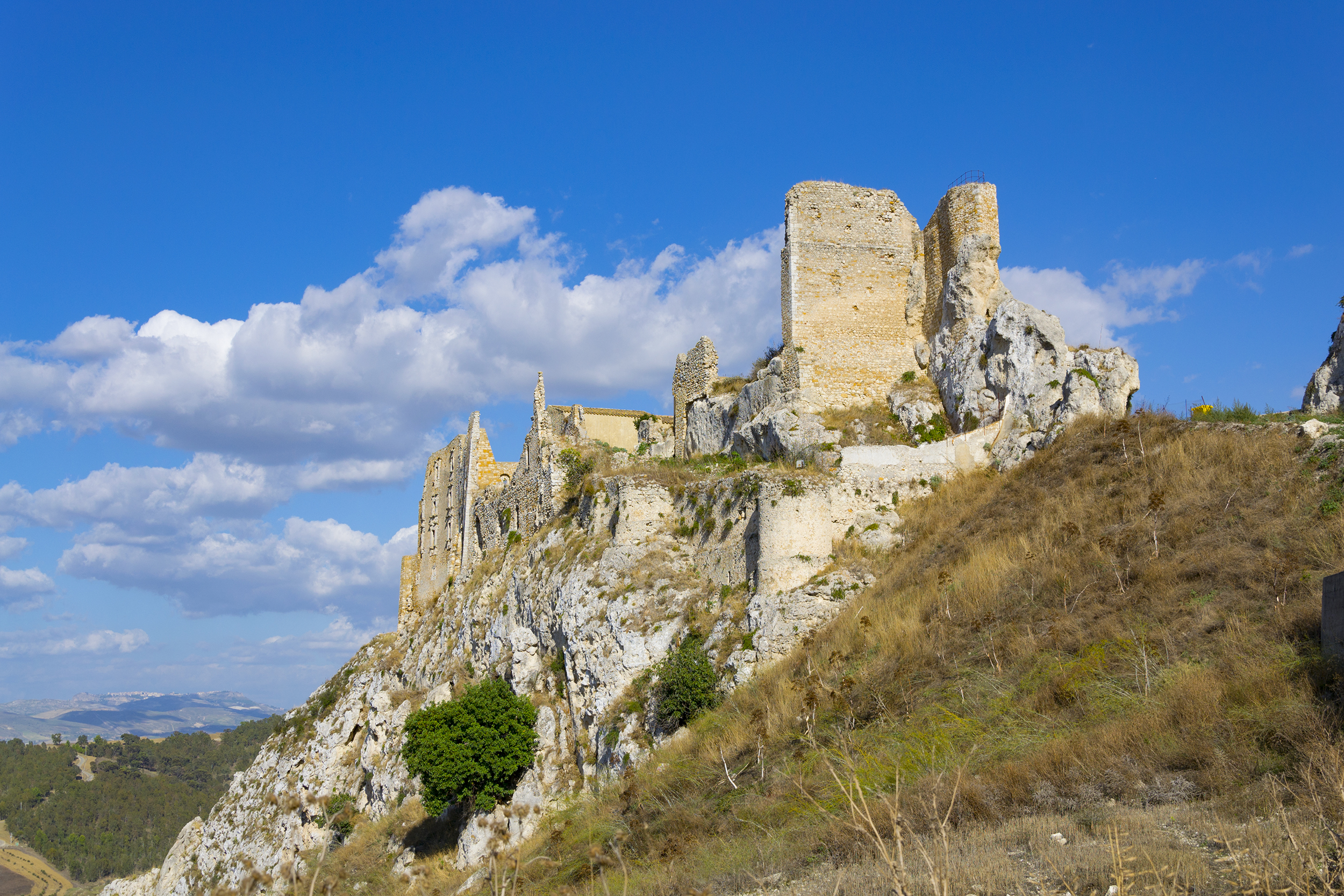
Una torre del castello denominata Corona del Re

### Siti archeologici
Esistono insediamenti umani da oltre 5 000 anni, documentati da ben 50 siti preistorici sparsi per il suo territorio. Tra gli insediamenti risalenti ad epoca antichissima, riveste particolare importanza quello esistente in località Cuddaru d' Crastu (Tornabé-Mercato d'Arrigo), una fortezza in parte intagliata nella pietra che ha restituito ceramiche della Cultura di Castelluccio. Secondo recenti studi tale sito corrisponde all'antica città di Krastos.
La piramide sicana o di Cerumbelle è una piramide di 12 metri con struttura a gradoni probabilmente costruita per adorare divinità solari. Si pensa risalga al neolitico e che sia stata modificata nel medioevo, ma non vi sono scavi archeologici sufficienti per avere certezze.
In contrada Balati si trova un divano di pietra forse collegato alla vicina piramide.

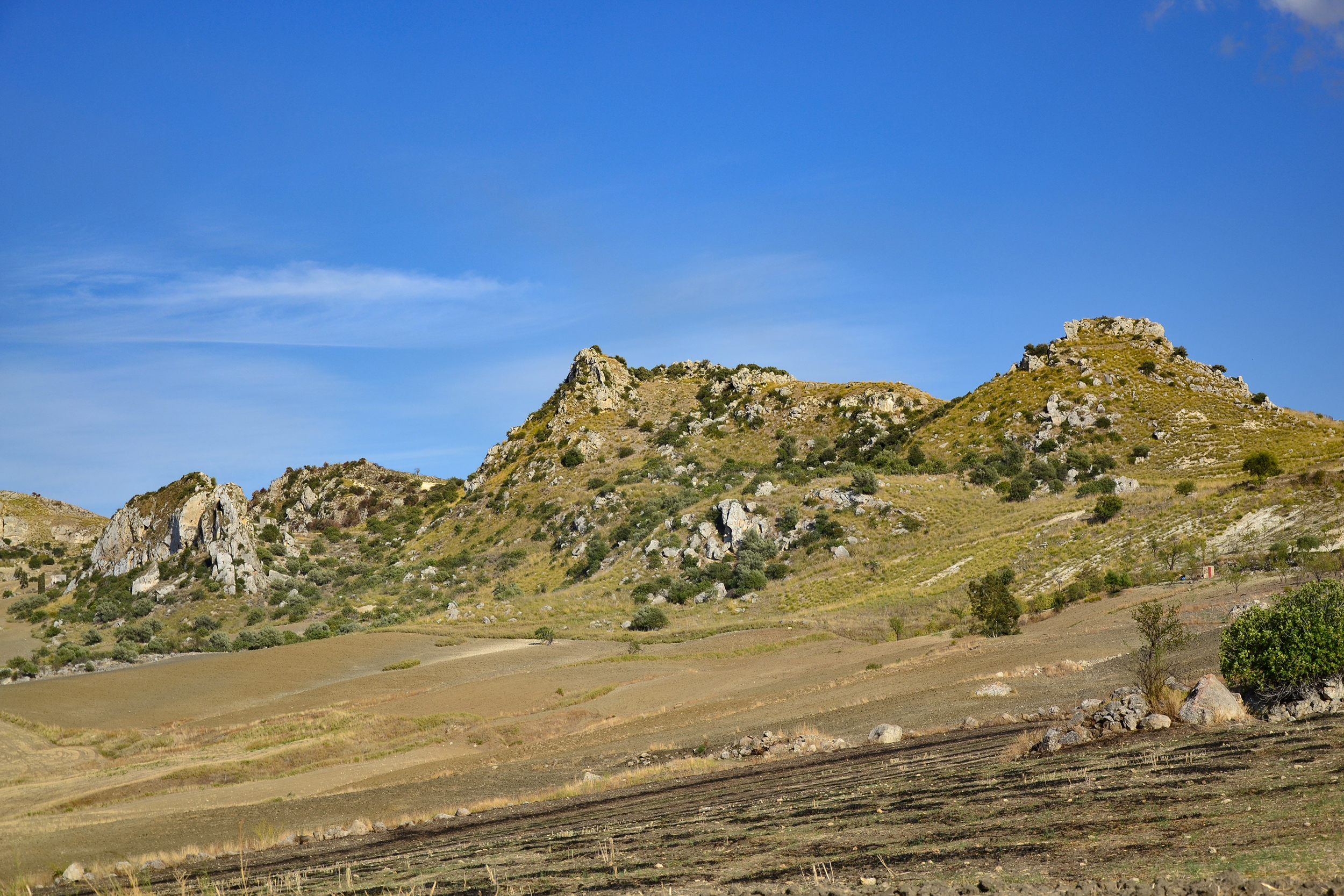
Il sito archeologico Tornambè-Krastos

## Società

### Evoluzione demografica
Abitanti censiti

## Economia
L'economia pietrina, basata un tempo sull'agricoltura dalla quale si ricavavano e si commercializzavano consistenti quantità di grano duro, fave, mandorle, olive, uva ed ancora, fichi, pistacchi, vino e olio, oggi è piuttosto dimensionata. Il territorio pietrino insieme a quello delle vicine Barrafranca, Mazzarino, Riesi e dei comuni dei liberi consorzi comunali di Enna, Caltanissetta, Libero consorzio comunale di Agrigento e della città metropolitana di Palermo che formano l'entroterra siciliano, fa parte di uno dei distretti cerealicoli più importanti d'Italia in cui la produzione di grano duro è ancora oggi superlativa. La perdurante situazione di crisi del lavoro e dell'occupazione giovanile, hanno causato una forte emigrazione.
Sono presenti inoltre impianti per la fabbricazione di laterizi e di altri prodotti per l'edilizia, impianti di molitura e allevamenti di ovini nelle campagne circostanti, dalla cui produzione di viene fatta la ricotta che viene impiegata dalle industrie locali e dalle pasticcerie artigianali per la produzione di prodotti tipici siciliani. L'artigianato, scomparso quasi del tutto, è presente con tappezzieri, artigiani del ferro e artigiani del marmo.

## Amministrazione
Di seguito è presentata una tabella relativa alle amministrazioni che si sono succedute in questo comune.
| Periodo          | Periodo          | Primo cittadino             | Partito              | Carica  | Note   |
| ---------------- | ---------------- | --------------------------- | -------------------- | ------- | ------ |
| 20 giugno 1988   | 5 ottobre 1990   | Luigino Palascino           | Democrazia Cristiana | Sindaco | [ 11 ] |
| 5 ottobre 1990   | 20 dicembre 1991 | Francesco Cannata           | Democrazia Cristiana | Sindaco | [ 11 ] |
| 15 febbraio 1992 | 8 giugno 1993    | Calogero Mirabella          | Democrazia Cristiana | Sindaco | [ 11 ] |
| 8 giugno 1993    | 1º dicembre 1997 | Luigino Palascino           | Democrazia Cristiana | Sindaco | [ 11 ] |
| 1º dicembre 1997 | 17 aprile 2000   | Michele Giuseppe Bonaffini  | centro-sinistra      | Sindaco | [ 11 ] |
| 17 aprile 2000   | 17 maggio 2005   | Luigino Palascino           | lista civica         | Sindaco | [ 11 ] |
| 17 maggio 2005   | 1º giugno 2010   | Caterina Bevilacqua         | lista civica         | Sindaco | [ 11 ] |
| 1º giugno 2010   | 1º giugno 2015   | Vincenzo Emma               | lista civica         | Sindaco | [ 11 ] |
| 1º giugno 2015   | 4 ottobre 2020   | Antonio Calogero Bevilacqua | M5S                  | Sindaco | [ 11 ] |
| 4 ottobre 2020   | in carica        | Salvatore Vincenzo Messina  | lista civica         | Sindaco | [ 11 ] |